# Hlboká
Hlboká (1010 m) – szczyt w „turczańskiej” części Wielkiej Fatry na Słowacji. Znajduje się w grzbiecie biegnącym od Smrekova (1441 m) przez Veľký Rakytov (1268 m), Maľý Rakytov i szczyt Hlboká do Kotliny Turczańskiej. Jego południowe stoki opadają do doliny rzeki Dolinka, północno-wschodnie do dolinki Hore vodou. Jest zwornikiem; na szczycie Hlbokiej grzbiet ten rozgałęzia się na dwa grzbiety:
- północno-zachodni zakończony wzniesieniem Suché vrchy (691 m),
- południowo-zachodni ze szczytami Havrania skala (986 m) i Holiš (846 m)[1].

Pomiędzy grzbiety te wcina się dolinka potoku Hrádky.
Hlboká zbudowana jest ze skał wapiennych i jest całkowicie porośnięta lasem. Znajduje się na obszarze Parku Narodowego Wielka Fatra i nie prowadzi przez nią żaden szlak turystyczny. 